# Simon Fellows
Pour les articles homonymes, voir Fellows.
Simon Fellows est un réalisateur, scénariste, producteur et directeur de la photographie britannique.

## Filmographie
Sauf indication contraire, les informations mentionnées dans cette section peuvent être confirmées par la base de données cinématographiques IMDb,  présente dans la section « Liens externes ».

### Réalisateur
- 1994 : Good Ideas of the 20th Century (9 épisodes)
- 1998 : Cloudbuster
- 2000 : Jump
- 2004 : Blessed (en)
- 2005 : 7 Secondes (7 seconds)
- 2006 : Ultime Menace (Second in Command)
- 2007 : Jusqu'à la mort (Until Death)
- 2009 : Malice in Wonderland (en)
- 2014 : God the Father
- 2018 : Steel Country

### Directeur de la photographie
- 2005 : 7 Secondes (7 seconds)

### Scénariste
- 1998 : Cloudbuster
- 2000 : Jump

### Producteur
- 1998 : Cloudbuster
- 2000 : Jump